# Lockheed F-117
Lockheed F-117 je prvo in tudi najbolj znano letalo z zmanjšano radarsko opaznostjo (stealth) na svetu. Letalo so razvili v sedemdesetih letih dvajsetega stoletja, javnosti pa so ga predstavili šele leta 1988. Svoje izjemne sposobnosti napada je dokazal v Panami in prvi zalivski vojni, kjer je bombardiral dobro branjene cilje ter se nato neopazno umaknil. Letalo je bilo svoj čas ena najbolj varovanih vojaških skrivnosti ameriške vojske, saj je bilo operativno pet let preden so ga predstavili javnosti. Pred uradno predstavitvijo so letala F-117 letela le ponoči nad nenaseljenimi območji, da so ostala neopažena.
Zaradi zastarelosti, zahtevnosti vzdrževanja in uvajanja letal 5. generacije, kot sta F-22 in F-35, so leta 2006 začeli letalo umikati iz uporabe, 1. avgusta 2008 pa so iz uporabe umaknili vsa letala, ki so zdaj shranjena na preizkusnem letališču Tonopah.

## Razvoj
Obrambna agencija za napredek in razvoj projektov (DARPA) je že leta 1971 razpisala ponudbo za pogodbo o konstrukciji dveh lovskih bombnikov pod kodnim imenom Have Blue. Projekt so kmalu označili kot črni projekt, kar pomeni najbolj varovana vojaška skrivnost.
Lockheed je že leta 1976 začel snovati letalo, ki naj bi bilo manj opazno za radarje. Pri tem so se zanašali na ne tako novo tehnologijo za zmanjšanje radarske opaznosti (stealth), ki so jo odkrili že v pedesetih letih dvajsetega stoletja, v praksi pa so jo že uporabili v vietnamski vojni. Teoretično osnovo za razvoj letala je dal ruski matematik Pjotr Jakovljevič Ufimcev, ki je razvil izračune za odboj radarskih valov od različnih površin.
V letu 1975 so inženerji Lockheedovega oddelka Skunk Works začeli delati na projektu poimenovanem poliranje, torej pri oblikovanju takšnih površin, ki bi kar najbolj razpršile radarski snop in tako zmanjšale radarsko opaznost. Pri svojem delu so že uporabljali računalnike, ki so konstruktorjem umogočili načrtovanje in simuliranje v tridimenzionalnem prostoru. Računska moč takrat uporabljenih računalnikov je bila omejena, zato so pri načrtovanju kot približek uporabili omejeno število ravnih površin na trupu, kar je bilo kasneje brez večjih sprememb uporabljeno tudi pri zasnovi trupa. Lockheed sicer ni bilo edino podjetje, ki je razvijalo to tehnologijo, je pa bilo korak pred ostalimi. 
Prototipe letal so označili s kodo XST (eXperimental, Stealth, Tectical) in jih pripeljali v oddaljeno bazo Groom Lake v državi Nevada, kjer so Lockheedovi strokovnjaki v preteklosti že preizkušali znamenito letalo U2 in A-12. Tam je letalo tudi prvič poletelo. Prototip letala je bil manjši od F-117 in je imelo poševne repne smerne stabilizatorje, obrnjene navznoter. Poganjala sta ga dva turboreakcijska motorja General Electric J85. Obe prototipni letali so med preizkusi izgubili: prvega so izgubili maja 1978, drugega pa leta 1980. Kljub temu, da sta bila prototipa uničena, so Lockhedovi strokovnjaki dobili veliko novega znanja o novi tehnologiji, kar jem je dalo veliko prednosti pred konkurenco.
V novembru 1978 je stekel program Senior Trend z Lockheedovim oddelkom Skunk Works, kjer so nato zgradili bodoče letalo z oznako F-117A.
Oznaka letala "F" je sicer uporabljena za ameriška lovska letala (Fighter), uporabili pa naj bi jo za zavajanje morebitnih vohunov.

## Konstrukcija
F-117 je imel za tiste čase popolnoma novo konstrukcijo, ki dotlej še ni bila uporabljena. V bistvu gre za izpeljanko konstrukcije, v angleščini imenovane Hopeless Diamond, ki je tako ime dobila zaradi romboidne oblike, ki v praksi ne bi bila zmožna leteti. Trup letala se od repa letala proti nosu debeli, nanj pa so pritrjena krila in repna stabilizatorja. K radarski nevidnosti veliko prispeva površina trupa na kateri ni nobenih anten in štrlečih delov, vsa oprema in orožje pa se nahajata znotraj trupa. Celotna površina ima veliko neravnin, ki poskrbijo, da se radarski snop ne odbije direktno nazaj, temveč stran od radarja. 
Zaradi zmanjšanja radarske slike imajo tudi krila veliko puščico, ki je precej neobičajna za podzvočna letala. Izstopnika zraka sta nizka in široka, zaradi česar se vroč izpuh hitro pomeša s hladnim zrakom iz okolice. Tako je infrardeča slika letala bistveno manjša od klasičnega vojaškega letala, čeprav ima približno enako velikost kot F-15.
Za prekrivanje letala so uporabili radarsko absorbcijske materiale, sprva v obliki tankih plošč, pozneje pa v obliki barve, ki so jo nanesli na površino letala. Radarski valovi v tej barvi inducirajo električni tok, s čimer se radarski valovi spremenijo v toploto. Natančna sestava te barve ni znana, vendar se domneva, da vsebuje delce grafita ali kroglice feritne keramike. Barva je precej strupena in občutljiva na okoliške vplive, zato se za ta letala uporabljajo posebni klimatizirani hangarji. Domneva se, da se pod slojem barve skriva tudi površina, sestavljena iz velikega števila piramidnih struktur, ki zajame radarske valove in jih postopno oslabi (na podoben način so oblikovane stene zvočno gluhih sob) . 
Za upravljanje letala služi četverni sistem fly-by-wire, ki zagotavlja odlično upravljivost in umetno stabilnost, saj je letalo zaradi svoje zasnove močno nestabilno. Za razliko od običajnih letal, ki so po navadi nestabilna le po višini, je F-117 nestabilen tudi po ostalih dveh oseh. Za zmanjšanje razvojnih stroškov je sistem fly-by-wire vzet iz letal F-15, F-16 in F-18. Prav zagotavljanje umetne stabilnosti in delovanje fly-by-wire je konstruktorjem povzročalo največ problemov, saj bi običajni senzorji povzročili večjo radarsko opaznost. Konstruktorji so težavo rešili tako, da so senzorje nadomestili s štirimi cevmi za merjenje pospeška. Veliki krmilni površini, ki služita za komando po višini, kot po smeri (tj. elevoni) sta najpomembnejši krmilni površini. Zaradi vseh konstrukcijskih lastnosti, ki letalu omogočajo zmanjšano radarsko opaznost, precej trpijo letalne sposobnosti, saj je bilo zmanjšanje radarske opaznosti najvažnejši cilj projekta.
Letalo poganjata dva turboventilatorska motorja General Electric F404 brez dodatnega zgorevanja, kar zmanjša infrardečo sliko. Posledično zaradi slabega razmerja med maso in potiskom prihaja do težav pri manevrih z večjo obremenitvijo. Najbolj zanimiva sta vstopnika za zrak, ki sta pokrita s tanko mrežo. Slednja praktično odstrani odboj radarskega snopa od sicer dobro vidnih lopatic kompresorja motorjev. Na enak način so pokriti tudi infrardeči senzorji (za nočno letenje) ter namerilne naprave z laserjem.
Orožje je nameščeno v dveh prostorih med motorjema, rezervoarji za gorivo pa so nad tema prostoroma. Običajen bojni tovor tega letala predstavlja natančno vodljivo orožje, kot so npr. lasersko vodene bombe, GPS vodene bombe JDAM, nosi pa lahko tudi jedrsko orožje, uvajala pa se je tudi uporaba novejših vrst vodenih orožij. Letalo lahko nosi največ dve bombi, skupne mase 2300 kg. Sistem za nadzor orožja je zasnovan okrog infrardeče kamere v kombinaciji z namerilnim laserjem in je močno avtomatiziran.

## Razkritje javnosti
Vzrok razkritja letala javnosti ni povsem jasen. To naj bi se zgodilo predvsem zaradi povečanja števila letal in zahtevnega urjenja, ki je moralo potekati tudi podnevi. Vzrok naj bi bile tudi nesreče. Desetega oktobra 1988 je uradni predstavnik Pentagona končno pokazal fotografijo in s tem potrdil domneve o obstoju radarsko neopaznega oz. slabo opaznega letala. Po tem razkriju se 4450. taktični skupini ni bilo več potrebno skrivati in leteti s spremstvom lovcev. 
Prvi javni nstop je imelo letalo F-117 21. aprila 1990, ko je par letal iz Tonopaha priletel v bazo Nellis, v nizkem letu preletel pristajalno stezo in se potem spustil ter pripeljal po tleh do ploščadi, na kateri so se gnetli novinarji in fotoreporterji. Sledila je vrsta javnih predstavitev, najprej ameriškim letalskih silam v Andrewsu, zatem pa na kovenciji Združenja graditeljev eksperimentalnih letal v Oshkoshu v državi Wisconsin. Prvič je F-117A obiskal Evropo poleti 1990. V drugi polovici leta 1990 naj bi imel F-117 evropsko premiero pred javnostjo v Farnboroughu, kar so označili za svetovni dogodek. Vendar iz vsega skupaj ni bilo nič, kajti ravno v tistem času je Irak okupiral Kuvajt, zaradi česar so morali Američani dvajset F-117 premestiti v Savdsko Arabijo.

## Uporaba
Oktobra 1983 je letalo F-117 postalo operativno. Nameščeno je bilo v 4450. taktični skupini, ki je bila do tedaj oborožena z osemnajstimi lovskimi bombniki A-7D. Tej skupini se je po novem priključilo še 10-12 letal F-177A. Takrat so skupino premestili iz Groom Lakea v severozahodni del baze Nellis na preizkusni poligon Tonopah. V 4450. taktični skupini sat bili dve eskadrilji: Grim Reapers (neusmiljeni srpi) in Nightstalkers (nočni zalezovalci-lovci). Oktobra 1989 so tema eskadriljama pridružili še tretjo, 4450. taktična skupina pa se je spremenila v 37. taktični lovski polk. Nov polk je dobil tudi novo oznako TR (Tonopah Range), sestavljale pa so ga 415. taktična lovska eskadrilja Nightstalkers, 416. taktična lovska eskadrilja Ghostriders in 417. taktična lovska šolska eskadrilja, imenovana Bandits. 
Preizkusni poligon je bil zgrajen povsem na novo, oddaljen 40 milj od starega rudarskega mesteca Tonopah, na območju, imenovanem Cactus Flat, ki ga obkrožata gorski verigi Cactus in Karwich. Kraj je bil tako odročen, da manevriranje letal v zraku ni bilo opaziti iz nobene okoliške ceste. Iz poskusnega poligona je vodila le ena cesta, ki pa je bila dobro varovana in zastražena. Dokler letala niso predstavili javnosti so piloti leteli le ponoči, da bi letalo ostalo skrivnost. Tudi kasneje so bila letala F-117 večinoma uporabljena za nočne napade.
Ker so bila letala nova in popolnoma drugačne tehnologije, jih piloti še niso popolnoma obvladali zaradi česar je prišlo do nesreč. Prva nesreča se je zgodila 11. junija 1986, druga pa 14. oktobra. V obeh primerih sta pilota izgubila življenje letali pa sta bili popolnoma uničeni. 
Prva prava bojna naloga novega polka je bila poseg v Panami v operaciji ameriških sil Just Cause dne 19. decembra 1989. V akcijo je vzletelo šest nevidnih lovcev, vendar sta napad v nizkem letu izvedla le dva, ostali pa so se med letom proti Panami vrnili v bazo. Med dolgim poletom so se lovci v zraku oskrbeli z gorivom iz letala za oskrbo z gorivom iz zraka. Letali sta odvrgli lasersko vodljive 900 kg bombe na vojašnico Rio Hatu. S tem natančnim zadetkom sta povzročila zmedo med panamskimi vojaki, kar so zatem izkoristili rangerji v zračnem desantu.
Najbolj so letala zaslovela v Zalivski vojni 16. januarja 1991, kjer so Američani uporabili več kot 40 nevidnih letal F-117. Prvi napad teh letal se je začel ob 23.35 po greenwiškemu času, ko so začela letala F-117 odmetavati lasersko vodljive bombe na iraške cilje in s tem začele koalicijsko vojno proti Iraku. Ključni cilj letal F-117 so bili komunikacijski centri in poveljstva protizračne obrambe. Bombe so zadele tudi jedrske in kemijske obrate iraške industrije. Med prvimi cilji so bili tudi utrjeni objekti, ki jih je uporabljal Sadam Husein. S stopnjevanjem vojne so bili napadi nevidnih bombnikov preusmerjeni na uničevanje zaklonišč za letala. Njihovo glavno orožje so bile 900 kg lasersko vodljive bombe v jeklenem oklopu s kar največjo možnostjo prebijanja utrjenih ciljev.
V vojni je bilo uničeno eno letalo F-117. To se je zgodilo 27. marca 1999 med vojno na Kosovu pri vasi Buđanovci, 45 km severozahodno od Beograda. Letalo je bilo sestreljeno s starim sovjetskim izstrelkom S-125 Neva, ki izvira iz šestdesetih let dvajsetega stoletja. Ravno tako naj bi bili v tej vojni poškodovani še dve letali tega tipa. Uradni Pentagon je novico sprva zanikal. Še danes ni popolnoma jasno, kako je protizračna obramba zaznala letalo; v strokovnih krogih pa je bilo že dalj časa pred incidentom govora o boljši opaznosti takih letal s starejšimi radarskimi sistemi z večjimi valovnimi dolžinami. Vse to je sesulo mit o neranljivosti radarsko nevidnih letal.

## Vir
- Revija Obramba (št. 4-5 1993)

1. ↑  »arhivska kopija«. Arhivirano iz prvotnega spletišča dne 11. decembra 2008. Pridobljeno 26. novembra 2008.
2. ↑   Kako so sestrelili ameriško radarsko nevidno letalo F-117